# بیگ جو ویلیامز
بیگ جو ویلیامز (انگلیسی: Big Joe Williams؛ ۱۶ اکتبر ۱۹۰۳ – ۱۷ دسامبر ۱۹۸۲) یک موسیقی‌دان اهل ایالات متحده آمریکا بود.